# Micropsectra chuzelonga
Micropsectra chuzelonga är en tvåvingeart som beskrevs av Sasa 1984. Micropsectra chuzelonga ingår i släktet Micropsectra och familjen fjädermyggor. Inga underarter finns listade i Catalogue of Life.